# Святой Марин
Святой Марин (итал. San Marino diacono) — христианский святой, считающийся основателем старейшей существующей республики — Сан-Марино (301). Традиционно считается, что он был наёмным каменщиком, который прибыл с острова Раб по другую сторону Адриатического моря (современная Хорватия), спасаясь от гонений за свои христианские убеждения. Он был посвящён в духовный сан диакона святым Гауденцием, епископом Риминским. Позже он был обвинён одной сумасшедшей женщиной в том, что он — бросивший её муж. Тогда Марин стал отшельником и начал жить у горы Монте-Титано. 
День его памяти — 3 сентября, этот день также считается днём основания Сан-Марино и отмечается в нём как национальный праздник. Согласно легенде, он умер зимой 366 года, и его последними словами были: «Relinquo vos liberos ab utroque homine» («Оставляю вас свободными и от того, и от другого человека»). Санмаринцы ссылались на эту легенду, чтобы обосновать свою независимость и от папы римского, и от Священной Римской империи.